# Benedikt Pintér
P. Benedikt Michal Pintér, O. Praem. (7. března 1945 Krškany, Slovensko – 13. ledna 2015) byl slovenský římskokatolický kněz, strahovský premonstrát, který působil v České republice.

## Život
Původně se jmenoval občanským jménem Michal. Když 5. října 1987 vstoupil do premonstrátského řádu do Královské kanonie premonstrátů na Strahově přijal řeholní jméno Benedikt. Trvalé sliby složil 14. prosince 1991 a 26. července 1995 byl vysvěcen na kněze. Jako kněz působil v Praze, dále pak v litoměřické diecézi v Doksanech a ve Štětí nad Labem; v období let 2003–2005, a na sklonku života na Slovensku ve Veľkých Chyndicích a Vráblech. Poslední rozloučení s ním proběhlo 20. ledna 2015 ve farním kostele Preblahoslavenej Panny Márie ve Vráblech a v Kalinčiakovu v okrese Levice, kde byl pak uložen do hrobu na místním hřbitově.